# Коровашков, Алексей Игоревич
Алексе́й И́горевич Корова́шков (1 апреля 1992, Степногорск, Васильевский район, Запорожская область, Украина) — российский и приднестровский гребец-каноист. Бронзовый призёр XXX летних Олимпийских игр в Лондоне, серебряный призёр I Европейских игр 2015 года, шестикратный чемпион мира, восьмикратный чемпион Европы. Участник Летних Олимпийских игр 2024. Заслуженный мастер спорта России. Заслуженный мастер спорта, мастер спорта международного класса Приднестровской Молдавской Республики. Выступает за Московскую область и Алтайский край.

## Биография
Алексей Коровашков родился 1 апреля 1992 года в украинском посёлке городского типа Степногорск, где служил его отец. Спустя три года семья переехала в Бендеры Приднестровской Молдавской Республики. Окончил бендерскую среднюю школу № 1 им. А. В. Суворова.

### Карьера
Активно заниматься греблей начал в возрасте десяти лет под руководством тренера Евгения Сергеевича Логвина в Бендерской школе гребли, затем некоторое время тренировался в Тираспольской СДЮШОР гребли и стрельбы под руководством Вячеслава Григорьевича Соколенко. Позже проходил обучение в Государственном училище олимпийского резерва (г. Бронницы Московской области).
С 2006 года стал попадать в состав молодёжной сборной России и получил возможность принимать участие в крупнейших международных стартах. В течение трёх последующих лет завоевал восемь золотых медалей на юниорских европейских первенствах и пять на мировом. C 2009 года выступает в составе взрослой сборной России. В 2008 и 2009 годах становился победителем первенства России. На чемпионате мира 2009 года в Москве Алексей на каноэ-двойке снова опередил всех соперников в гонках на 500 и 1000 м и на каноэ-одиночке на 1000 м, причём медали на сей раз получал из рук посетившего соревнования президента Дмитрия Медведева. А в 2010 и 2012 — чемпионом России. Настоящая известность пришла к Алексею Коровашкову в 2011 году, когда он сначала завоевал золото на чемпионате Европы в Белграде, победив в километровой гонке в каноэ-двойке, а потом выиграл золотую медаль на мировом первенстве в венгерском Сегеде, где финишировал первым в эстафете на одиночках 4×200 м.
В мае 2012 года был удостоен звания заслуженного мастера спорта России и летом в паре с Ильёй Первухиным отправился защищать честь страны на Олимпийские игры в Лондон. Несмотря на неудачный старт во время финальной гонки на 1000 м, им удалось догнать лидеров и занять третье бронзовое место.
В 2013 году на чемпионате Европы по гребле на байдарках и каноэ, проходящем в португальском городе Монтемор-у-Велью, стал двукратными чемпионом Европы в гребле на байдарках и каноэ.
Помимо обычного каноэ на гладкой воде Коровашков увлекается ещё и горным слаломом, но пока только на любительском уровне. Также служит рядовым в полиции, является старшим инструктором по физической подготовке и спорту спортивной команды при управлении Центрального регионального командования внутренних войск МВД России, спортсменом-инструктором ГУ «Республиканский центр олимпийской подготовки» Тирасполя.
В 2014 году на чемпионате мира по гребле и каноэ, проходившем в Москве, спортсмен взял золото в дисциплине каноэ-двоек на дистанции 200 метров.
В 2015 году на Первых европейских играх спортсмен завоевал серебряную медаль в дисциплине каноэ-двоек на дистанции 1000 метров. На чемпионате Европы того же года он завоевал две золотые медали с Иваном Штылем в каноэ двойке на дистанциях 200 и 500 метров, а также серебро на дистанции 1000 метров в двойке с Ильей Первухиным. На чемпионате мира в Милане Алексей завоевал для российской команды Олимпийскую лицензию, став четвёртым в одиночке на дистанции 200 метров. В двойке с Иваном Штылем этой дистанции Коровашков завоевал своё пятое золото чемпионата мира.
25 июля 2016 года был отстранён от участия в Олимпийских играх. Алексей должен был выступить в двойке с Ильей Первухиным на дистанции 1000 метров, его заменил Илья Штокалов. Российские каноисты в итоге стали пятыми.

## Награды и звания
- Медаль «За трудовую доблесть» (Приднестровье, 2016) — «за личный вклад в развитие спорта в Приднестровской Молдавской Республике, высокие спортивные показатели, проявленные на международной арене»[14]
- Орден «Трудовая слава» (Приднестровье, 2012) — «за высокие спортивные результаты, достигнутые на 30-х Олимпийских играх 2012 года, и в связи с 22-й годовщиной со дня образования Приднестровской Молдавской Республики»[15]
- Медаль ордена «За заслуги перед Отечеством» II степени (Россия, 2012) — «за большой вклад в развитие физической культуры и спорта, высокие спортивные достижения на Играх XXX Олимпиады 2012 года в городе Лондоне (Великобритания)»[16]
- Благодарственное письмо Президента Приднестровской Молдавской Республики (2011) — «за большой вклад в развитие отечественного спорта, высокие достижения в области профессиональной спортивной деятельности и в связи с профессиональным праздником — Днем работника физической культуры и спорта»[17]
- Знак Губернатора Московской области «Благодарю» (2009)
- Лучший спортсмен ПМР 2013 года в олимпийских видах спорта[18]
- Почетный гражданин города Ступино Московской области[19]
- Орден «За заслуги в развитии спорта» (Приднестровье, 2024)[20][21]